# Bonita Friedericy
Bonita Friedericy est une actrice américaine, née le 10 octobre 1961 à Charlottesville (Virginie). 
Elle est surtout connue pour ses rôles dans les séries télévisées À la Maison-Blanche et Chuck,.

## Biographie
Elle est mariée à l'acteur John Billingsley,.

## Filmographie

### Cinéma

#### Films
- 2000 : Sous le masque d'un ange
- 2004 : Un Noël de folie ! (Christmas with the Kranks) de Joe Roth : Jude Becker
- 2007 : Next : la caissière
- 2008 : Alien Raiders : Charlotte
- 2009 : The Next World : Susan
- 2009 : Miss Mars : la serveuse
- 2009 : Jeux de pouvoir : Mme Buzzkill
- 2010 : Percy Jackson : Le Voleur de foudre : la femme hystérique
- 2012 : The Lords of Salem : Christina
- 2015 : Jet Lag : Helen Harlmann

### Télévision

#### Séries télévisées
- 1999 : Buffy contre les vampires : Mme Finkle
- 2001 : Dharma et Greg : Paula
- 2001 : Boston Public : l'infirmière Carey DiPietro
- 2002 : Malcolm : Susan
- 2002 : Scrubs : une infirmière
- 2003 : Star Trek : Enterprise : quelques apparitions
- 2003 : Alias : Joyce
- 2003 : Dragnet : Cindy Andrews
- 2004 : Veronica Mars : Evelyn Bugbly
- 2004 :  Sept à la maison : Sofie
- 2004-2006 : À la Maison-Blanche : Gail Addison
- 2005 : Bones : Sharon Eller
- 2005 : Esprits criminels : Dr Rachel Howard
- 2006 : Les Experts : Mme Ludford
- 2006 : Monk : une des membres du jury
- 2006 : The Nine : 52 heures en enfer : Mary Foote
- 2007 : FBI : Portés disparus : sœur Louise
- 2007-2012 : Chuck : le général Diane Beckman (78 épisodes)
- 2008 : Earl : Ruth
- 2008 : Starter Wife : Anthéa
- 2012 : Castle : sœur Mary
- 2020 : Good Doctor : Bella Thomas (Épisode 13 de la saison 3)
- 2025 : Tracker : Angela Weaver (saison 2, épisode 20)